# Peckia amoena
Peckia amoena är en tvåvingeart som först beskrevs av Aldrich 1916.  Peckia amoena ingår i släktet Peckia och familjen köttflugor.
Artens utbredningsområde är Dominica. Inga underarter finns listade i Catalogue of Life.